# 鷹取城
鷹取城（たかとりじょう）は、福岡県直方市永満寺にあった日本の城。別名鷹取山城。
なお、同時代に肥前鷹取城（筑紫氏領）とその西に肥前鷹取山城（少弐氏領）、筑前高鳥居城（杉氏、秋月氏、筑紫氏、星野氏領）、筑後鷹取城（星野氏領）など読音違いや同名の城があるので、常に混同された状況がある。

## 概要
城は福智山の支峰、鷹取山（標高633メートル）上に築かれた。中世の城郭の中でも屈指の標高を誇り、近世城郭としては他に例の無い高所に築かれた山城である。近世城郭としての鷹取城は、さながらトーチカを思わせる鉄壁の要塞であった。

## 歴史・沿革

### 平安時代から室町時代
最初に城を築いたのは、長谷川吉武というこの地に勢力を張っていた武士団の頭領であった。家臣の永井宗久に命じて築城したが、おそらく当時は砦に近いものであったと想像される。
その後、後醍醐天皇：元弘3年/光厳天皇：正慶2年（1333年）、小弐頼尚がこの地に再度築城した。南朝：興国6年/北朝：康永4年、貞和元年（1345年）、小弐氏の家臣（分家）・筑紫統種が城主に任じられ、その後数代に渡り筑紫氏の居城となった。

### 戦国時代から安土桃山時代
戦国時代には大友氏の家臣である森鎮実が城主となった。天文11年（1542年）、大友氏から大内氏へ寝返った森鎮実は、大友義鎮の1万3千の大軍に攻められ落城。鎮実は降伏する。鎮実はその後は大友氏の家臣の鷹取城主として戦うが、天正8年（1580年）に猫城攻略に失敗するなど、目立った戦功は無い。
その後、豊臣秀吉の九州征伐があり、鷹取城を含む筑前の地は小早川隆景の領土となるが、その間の詳細は不明である。

### 江戸時代
慶長5年（1600年）、関ヶ原の戦いの論功行賞により筑前は黒田長政の領国となる。長政は福岡に本城を築くが、「筑前六端城」の制を敷き、豊前との国境の6ヶ所に支城を築く。その一城として鷹取城を再築し、城主には重臣・母里友信が1万8000石で入った。
慶長11年（1606年）に母里友信は大隅城に移り、代わって手塚光重が城主となる。
慶長20年（1615年）、一国一城令により廃城となる。

## 城郭
近世城郭としての鷹取城は、南北約100メートル、東西約80メートルほどであり、小規模なものである。しかし城郭は上下2段の曲輪で構成され、虎口は四ヶ所に設けられ、全周を石垣と櫓で囲い、その規模の小ささの割には異例というほどの防御設備で固めており、さながらトーチカを思わせるような鉄壁の要塞であった。